# Lábujj

## Az ember lábujjai

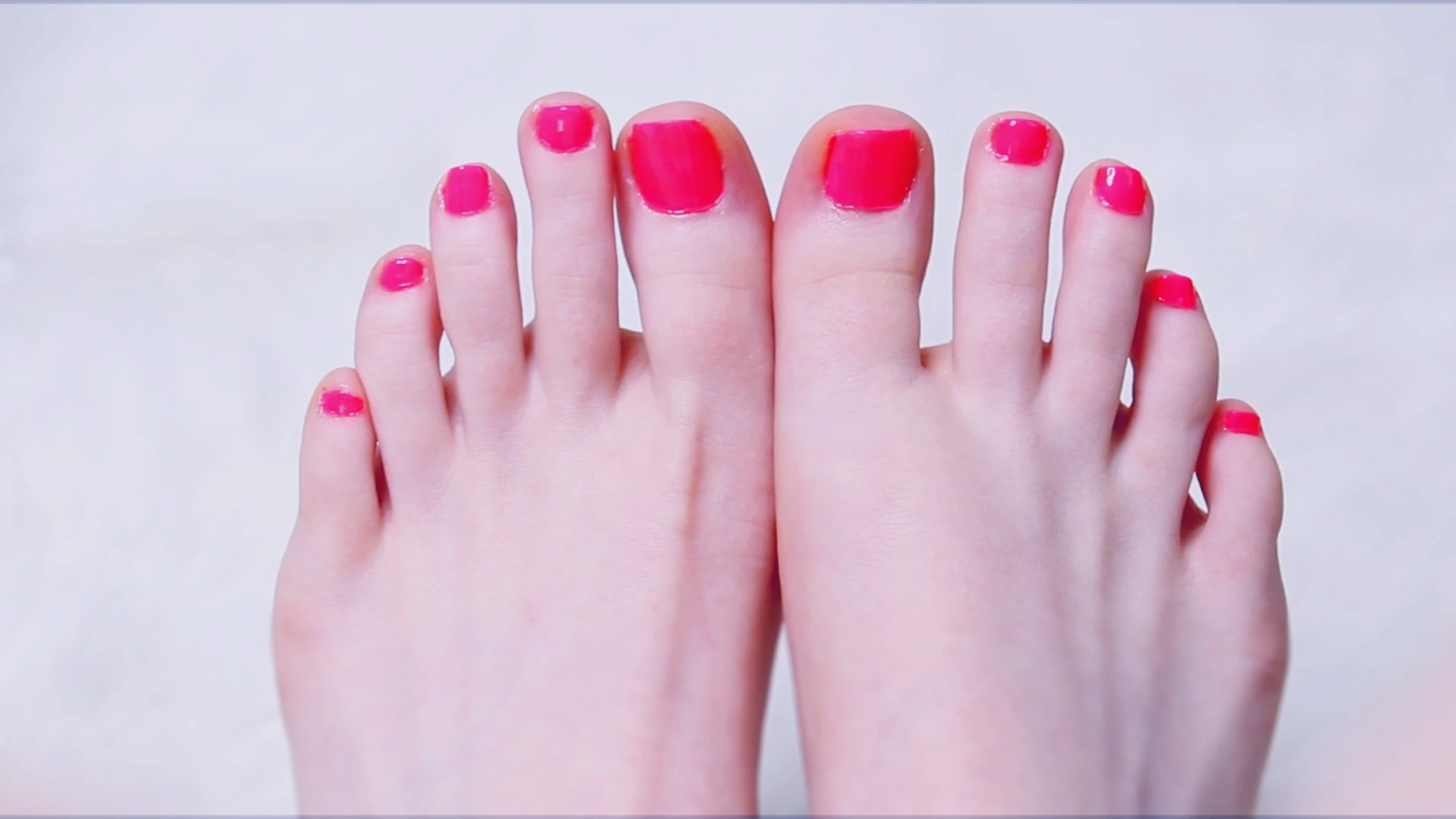
Női lábujjak

A lábujjak a lábfej elején találhatóak. Ezeket számokkal jelöljük, a nagy lábujj (öregujj) az 1-es, a kicsi az 5-ös. A kezünkön található ujjakhoz hasonlóan a nagy lábujj két ujjpercből, a többi négy lábujj három ujjpercből áll. Az 1-es lábujj alatt két apró csontocska is található, ezek a szezám csontok, melyek a lábujjhajlító izom inához kapcsolódnak. A nagy lábujj, vagy öregujj (hallux) a támasztóujj, ez a lábfejünk legvastagabb ujja, de nem feltétlen a leghosszabb. Gyakori, hogy a második ujjunk hosszabb a nagy lábujjnál, de lehet jóval rövidebb is, ez ritkább.
A lábfejünkben a lábközépcsontok folytatásai a lábujjaink. Az 1-es és az 5-ös lábközépcsont fejecse a sarokcsont gumója.
A lábujjainknak nagy szerepe van a járásnál. Sokak szerint a kis lábujj semmire sem jó, de ez nem igaz, hiszen az egyensúly megtartása végett nagyon is szükséges. Érdekesség, hogy az emberi lábfej 26 csontból áll, ezt ugye kétszer kell venni, míg az egész emberi testben összesen kb. 206 csont van, tehát a két lábfejünkben található az emberi csontok kb. negyede.
Az állatoknak is vannak ujjaik, például emlős állatok többnyire az ujjaikon járnak az emberrel ellentétben, akik az egész talpukat igénybe veszik. Az emberi lábfej három ponton támaszkodik a talajra. A macskafélék az ujjaikon a körmeiket be tudják húzni, emiatt a vadászatnál kifejezetten ügyes ragadozóknak számítanak. A madarak ujjai úgy fejlődött ki, hogy a faágakon ülve akár aludni is tudnak biztonságosan.
A lábujjak rendellenessége például a kalapácsujj. Egy lábujjban két ízület található, amelyek a lábujj középen és alul lévő hajlítását teszik lehetővé. A betegség tünete akkor jelentkezik, ha a középső ízület megfeszül vagy elhajlik.
Fejlődési rendellenesség, ha valaki hat ujjal születik. Gyakran kutyáknál is megfigyelhető, hogy eggyel több ujja van, mint kellene, ez nem feltétlenül fájdalmas, de okozhat kényelmetlenséget. Az összenőtt lábujjak esetében a 2-es és a 3-as ujj szokott egyben lenni, ezeket műtéttel szépen ketté lehet választani. Bár nem számít fejlődési hibának, ha a 2-es ujj jóval hosszabb a nagy lábujjnál, de nem túl jó, mivel járásnál nagyobb teher kényszerül rá, mint ami kellene, illetőleg cipő hordásánál is gond lehet, ilyenkor célszerűbb akár egy számmal nagyobbat venni.